# Адміністративний устрій Сватівського району
Адміністративний устрій Сватівського району — адміністративно-територіальний устрій Сватівського району Луганської області на 1 міську раду, 1 селищну раду та 17 сільських рад, які об'єднують 60 населених пунктів і підпорядковані Сватівській районній раді. Адміністративний центр — місто Сватове.

## Список радСватівського району
| №  | Назва                          | Центр             | Населені пункти                                                                                | Площа км² | Місце за площею | Населення (2001), осіб. | Місце за населенням |
| -- | ------------------------------ | ----------------- | ---------------------------------------------------------------------------------------------- | --------- | --------------- | ----------------------- | ------------------- |
| 1  | Сватівська міська рада         | м. Сватове        | м. Сватове с. Дачне с. Зміївка c-ще Сосновий                                                   |           |                 |                         |                     |
| 2  | Нижньодуванська селищна рада   | смт Нижня Дуванка | смт Нижня Дуванка с. Куликівка с. Новониканорівка с. Олександрівка с. Петрівське с. Свердловка |           |                 |                         |                     |
| 3  | Верхньодуванська сільська рада | с. Верхня Дуванка | с. Верхня Дуванка с. Доля с. Лебедівка с. Полтава с. Яблунівка                                 |           |                 |                         |                     |
| 4  | Гончарівська сільська рада     | с. Гончарівка     | с. Гончарівка с. Хомівка                                                                       |           |                 |                         |                     |
| 5  | Ковалівська сільська рада      | с. Ковалівка      | с. Ковалівка с. Кармазинівка с. Нежурине с. Попівка                                            |           |                 |                         |                     |
| 6  | Коломийчиська сільська рада    | с. Коломийчиха    | с. Коломийчиха с. Джерельне                                                                    |           |                 |                         |                     |
| 7  | Круглівська сільська рада      | с. Кругле         | с. Кругле                                                                                      |           |                 |                         |                     |
| 8  | Куземівська сільська рада      | с. Куземівка      | с. Куземівка с. Володимирівка с. Калинівка с. Кривошиївка c-ще Новоселівське с. Підкуйчанськ   |           |                 |                         |                     |
| 9  | Маньківська сільська рада      | с. Маньківка      | с. Маньківка с. Новопреображенне с. Павлівка                                                   |           |                 |                         |                     |
| 10 | Мілуватська сільська рада      | с. Мілуватка      | с. Мілуватка                                                                                   |           |                 |                         |                     |
| 11 | Містківська сільська рада      | с. Містки         | с. Містки с. Барикине с. Іванівка с. Чепигівка                                                 |           |                 |                         |                     |
| 12 | Оборотнівська сільська рада    | с. Оборотнівка    | с. Оборотнівка с. Наугольне с. Пилипівка с. Софіївка                                           |           |                 |                         |                     |
| 13 | Первомайська сільська рада     | с. Травневе       | с. Травневе                                                                                    |           |                 |                         |                     |
| 14 | Петрівська сільська рада       | с. Петрівка       | с. Петрівка c-ще Західний c-ще Лагідне с. Промінь                                              |           |                 |                         |                     |
| 15 | Преображенська сільська рада   | с. Преображенне   | с. Преображенне                                                                                |           |                 |                         |                     |
| 16 | Райгородська сільська рада     | с. Райгородка     | с. Райгородка с. Надія с. Новоєгорівка с. Паталахівка с. Свердловка с. Сергіївка               |           |                 |                         |                     |
| 17 | Рудівська сільська рада        | с. Рудівка        | с. Рудівка с. Андріївка                                                                        |           |                 |                         |                     |
| 18 | Свистунівська сільська рада    | с. Свистунівка    | с. Свистунівка                                                                                 |           |                 |                         |                     |
| 19 | Стельмахівська сільська рада   | с. Стельмахівка   | с. Стельмахівка с. Артемівка                                                                   |           |                 |                         |                     |

* Примітки: м. — місто, смт — селище міського типу, с. — село, с-ще — селище